# El miajón de los castúos
El miajón de los castúos es una obra del escritor extremeño Luís Chamizo (Guareña, Badajoz, 7 de noviembre de 1894-Madrid, 24 de diciembre de 1945). La obra, publicada por primera vez en 1921, consta de doce poemas relacionados temática y linguísticamente. Entre otros, el libro es un homenaje al pueblo y a la cultura popular extremeña. 
Las escasas descripciones en la obra dan paso a diálogos y monólogos que contribuyen a una estructura cuasiteatral, en la que cada composición corresponde a una escena dramática. Todos los poemas están medidos cronológicamente.
A partir de la obra de Chamizo, se acuña y define el término castúo como "castizo, mantenedor de la casta de labradores que cultivaron sus propias tierras". Originalmente se refiere al carácter del campesino extremeño y así lo recoge también la Real Academia de la Lengua en una de sus dos acepciones:
- 1. Mantenedor de la casta de labradores (...)
- 2. De Extremadura o de su variedad lingüística. 
Su segunda acepción se refiere a la variedad lingüística, también a partir de esta obra.  Los doce poemas que configuran El Miajón de los Castúos (1921) han seguido estudiándose sin pausa hasta nuestros días. "El primer autor que dedica unas reflexiones más o menos extensas a la lengua y el estilo de este poemario en la Revista de Estudios Extremeños es Alonso Zamora Vicente (1964), en un artículo que sirve de reseña a la edición de la obra completa del escritor de Guareña realizada por Enrique Segura en 1963. El profesor Zamora Vicente se refiere a Chamizo como “la mejor voz del terruño” (p. 225) y lo sitúa en medio de esa corriente que impulsa a los escritores de todas partes “a lanzarse a mirar, cuidadosa y encariñadamente, su contorno” en lo que él considera como “el gran momento de la poesía regional” (p. 225). Zoido Díaz justifica la importancia de Luis Chamizo y su reivindicación del castúo (“conjunto amasado de recónditos vulgarismos, gi ros y locuciones de insospechada fuerza y ternura”, p. 334) como vehículo de expresión de contenidos líricos. De esta forma atribuye al poeta de Guareña el mérito de haber canalizado a través de su lenguaje todo un universo bucólico extremeño (p. 334) que él simboliza en el sentido de los vocablos miajón y castúo: Aquello que nuestro poeta, con palabra acuñada en las más puras esencias extremeñas, llamaría sencillamente el “miajón”. El tuétano y la médula de ese mismo conjunto que él logra reducir a un organismo casi metafísico con lírica visión: “lo castúo” (p. 335)." (Montero Curiel, Pilar (2014). 